# Republic Airlines
Republic Airlines (с англ. — «Общественные авиалинии») — упразднённая региональная авиакомпания США. Была образована слиянием North Central Airlines и Southern Airways 1 июля 1979 года — первый американский авиаперевозчик, появившийся после дерегулирования авиакомпаний; в 1980 году была дополнительно приобретена Hughes Airwest. Являлась крупнейшем американским региональным перевозчиком, а по количеству обслуживаемых городов (свыше 200) занимала первое место среди всех авиакомпаний страны. Была приобретена и полностью поглощена Northwest Airlines в 1986 году.

## История
Когда в 1978 году правительством США был издан Закон о дерегулировании авиакомпаний, а следом Совет по гражданской авиации снял несколько ограничений для американских воздушных операторов, последние фактически оказались в условиях свободного рынка, что привело к быстрорастущей конкуренции. Тогда North Central Airlines начала вести переговоры о слиянии с Southern Airways; это были две крупные региональные авиакомпании, которые обслуживали в основном Средний Запад и Южный Центр соответственно, а сети их маршрутов соединялись в 11 городах, хотя и не пересекались. В результате в 1979 году Southern вошла в состав North Central, после чего 1 июля была основана Republic Airlines, которая стала первой американской авиакомпанией, появившейся после дерегулирования. Её логотип был основан на «Утке Говарде» из North Central, рядом с которой появилась ещё одна, символизирующая Southern.
Republic оказалась крупнейшим региональным перевозчиком в стране, сеть маршрутов которого растянулась от Восточного побережья до Миссисипи и от Канады до Большого Каймана, а штаб-квартира разместилась в Миннеаполисе (Миннесота). Флот новой авиакомпании поначалу состоял из турбовинтовых Convair 580 (эксплуатировались в North Central), Swearingen Metroliner (эксплуатировались в Southern) и турбореактивных McDonnell Douglas DC-9 (эксплуатировались в обеих авиакомпаниях). Для выхода на Западное побережье необходимо было слияние с ещё одной региональной авиакомпанией, которая работала в этом регионе, то есть уже имела свою сеть и хабы. И выбор пал на Hughes Airwest, владельцем которой в прошлом был известный миллиардер Говард Хьюз. После смерти Хьюза в 1976 году его предприятие Summa Corporation перестало поддерживать авиакомпанию, в результате чего та оказалась в сложном положении, а после дерегулирования авиаперевозок и появления жёсткой конкуренции, особенно в Калифорнии, Hughes Airwest и вовсе оказалась на грани краха, поэтому многие другие авиаперевозчики были намерены её купить. В марте 1980 года такие переговоры начала вести уже Republic Airlines, по результатам которых стороны смогли прийти к соглашению. Итоговая стоимость сделки составила 38,5 миллионов долларов (для сравнения: Говард Хьюз приобрёл в 1970 году Air West за почти 90 миллионов долларов), а 1 октября 1980 года Hughes вошла в состав Republic. После этой сделки Republic заняла первое место среди всех авиакомпаний США по количеству обслуживаемых городов (свыше 200) и стала крупнейшим оператором DC-9.
В 1981 году логотип был вновь изменён — утка снова стала одна. Сеть маршрутов теперь простиралась от одного побережья через всю страну до другого, однако успех был недолгим, ведь этой огромной сетью оказалось очень сложно управлять, что стало приводить к различным ошибкам. К тому же в условиях свободного рынка авиаперевозок и отсутствия субсидирования, руководство, как оказалось, выбрало неверную стратегию, что в сочетании со значительной конкуренцией стало приводить к огромным убыткам, в том числе за 1983 год компания потеряла 111 миллионов долларов и была близка к банкротству. Тогда для спасения ситуации на пост президента был нанят Стефен Уолф, который до этого работал в Continental Airlines. Новый президент сумел договориться с пятью основными профсоюзами о продлении временного снижения зарплаты на 15 %, ранее введённого для снижения убытков, а новых сотрудников стали нанимать за меньшую зарплату; в обмен сотрудники авиакомпании получили в собственность 15 % акций. Также была упорядочена сеть маршрутов, в которой число хабов сократилось до трёх, а ряд небольших городов был исключён. Благодаря принятым мерам, в 1984 году Republic Airlines смогла получить прибыль, перевезя 15,2 миллионов пассажиров.
Чтобы оторваться от прошлого, была изменена ливрея, которая стала спокойных цветов, а с логотипа исчезла знаменитая «Утка Говарда». В октябре 1984 года для часто летающих пассажиров была введена бонусная программа Republic Frequent Flyer Flyer. В 1985 году во флот начали поступать узкофюзеляжные Boeing 757-2S7.

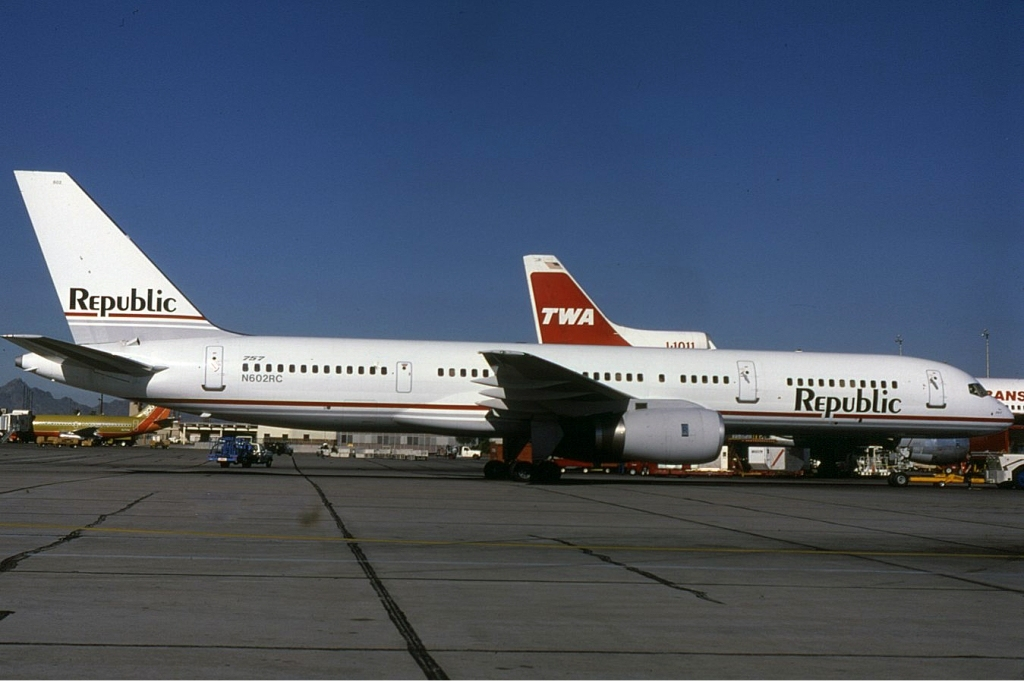
Boeing 757-2S7 в новой ливрее

Тем временем ситуация в американской гражданской авиации стремительно менялась, в том числе из-за банкротства уже в 1982 году прекратила существование Braniff International Airways, а ещё несколько крупных авиакомпаний также были близки к закрытию. Среди них оказалась и знаменитая Pan American World Airways, которая из-за проблем с финансами согласилась продать часть тихоокеанских маршрутов компании United Airlines, на что в 1985 году дало одобрение Министерство юстиции США. И тут образовалась сложная ситуация для ещё одного крупного международного воздушного перевозчика — Northwest Airlines, на долю которой приходилась треть всех пассажиров, перевезённых по тихоокеанским авиамаршрутам, тогда как 14 % приходились на Pan American и 3 % — на United. У Northwest был современный флот широкофюзеляжных самолётов, в том числе новых Boeing 747-400, однако практически не было региональных лайнеров, чтобы доставлять пассажиров в хабы в Сиэтле, Сан-Франциско и Лос-Анджелесе, откуда начинались тихоокеанские маршруты. Зато крупный флот из региональных DC-9 и разветвлённая сеть по всей стране была у Republic, которая к тому времени хоть и выбралась из финансовой ямы, но и прибыль за предыдущие два года составила только 30 миллионов долларов из-за конкуренции от других перевозчиков. К тому же Northwest и Republic фактически являлись конкурентами на 42 маршрутах, а их штаб-квартиры даже находились в одном городе — Миннеаполисе (штат Миннесота). В результате были начаты переговоры между этими двумя компаниями, которые в случае слияния дополняли бы друг друга. Министерство юстиции однако выступило против, так как опасалось, что после слияния Northwest не только снизит конкуренцию на 42 маршрутах, но и станет монополистом на 26 из них, что может грозить повышением тарифов на данных маршрутах. На тот момент среди авиакомпаний США Northwest по размерам занимала 10-е место, тогда как Republic — 7-е.
После урегулирования всех вопросов, 23 января 1986 года Northwest Airlines приобрела Republic Airlines за 884 миллиона долларов, что на тот момент являлось крупнейшей сделкой в американской авиации. Слияние компаний началось в августе того же года, а 1 октября Republic была полностью поглощена.

## Флот
- McDonnell Douglas DC-9 — 133
- Convair 580/640 — 24
- Boeing 727 — 21
- McDonnell Douglas MD-80 — 8
- Swearingen Merlin IV/Metro — 8
- Boeing 757-2S7 — 6
- Embraer ERJ-170 — 1

## Происшествия
- 9 января 1983 года — Convair CV-580-11-A борт N8444H (заводской номер — 327A) выполнял пассажирский рейс «Миннеаполис — Брейнерд». Однако при выполнении посадки из-за ошибки экипажа самолёт коснулся заснеженной полосы с правым креном, при этом правое крыло зацепило землю, после чего машина вылетела с полосы вправо. Правый винт зарылся в сугроб, после чего одна из его лопастей отделилась и пробила фюзеляж, убив одного пассажира и ранив ещё трёх, в том числе одного серьёзно. Самолёт впоследствии был восстановлен[5].